# Koninklijk volkslied
Een aantal landen heeft naast een burgerlijk volkslied ook een koninklijk volkslied. Dit volkslied wordt aangeheven zodra de koning (of, in sommige gevallen, een lid de koninklijke familie) aanwezig is. Het burgerlijk volkslied wordt ten gehore gebracht op daartoe geëigende momenten wanneer de koning zelf niet aanwezig is. Het wordt ook gebruikt tijdens bijvoorbeeld internationale sportevenementen, zelfs als de koning acte de présence geeft. Het koninklijk volkslied kan ook worden vertolkt zonder koninklijke aanwezigheid, bij de viering van koninklijke gebeurtenissen zoals de verjaardag van de vorst.
Landen met een koninklijk volkslied zijn:
| Antigua en Barbuda | God Save the King                |
| Australië          | God Save the King                |
| Canada             | God Save the King                |
| Denemarken         | Kong Kristian                    |
| Gibraltar          | God Save the King                |
| Jamaica            | God Save the King                |
| Luxemburg          | Wilhelm                          |
| Man                | God Save the King                |
| Noorwegen          | Gud sign vår konge god           |
| Thailand           | Phleng Sansasoen Phra Barami     |
| Tuvalu             | God Save the King                |
| Zweden             | Ur svenska hjärtans djup en gång |

Hoewel vanzelfsprekend niet koninklijk, kennen ook de Verenigde Staten de traditie dat op bijeenkomsten waarbij de president aanwezig is een speciale hymne wordt gespeeld: Hail to the Chief. Voor de Amerikaanse vicepresident wordt standaard Hail, Columbia ten gehore gebracht.